# Livet foran kameraet - Et portræt af Gert Fredholm
|  | Denne artikel er oprettet af botten PalnaBot ud fra en ekstern database. Den kan derfor have sproglige fejl eller mangler. Denne skabelon kan fjernes efter kontrol af indholdet. |

Livet foran kameraet - Et portræt af Gert Fredholm er en portrætfilm instrueret af Mikkel Palmbo efter manuskript af Mikael Olsen.